# Torta Pasqualina

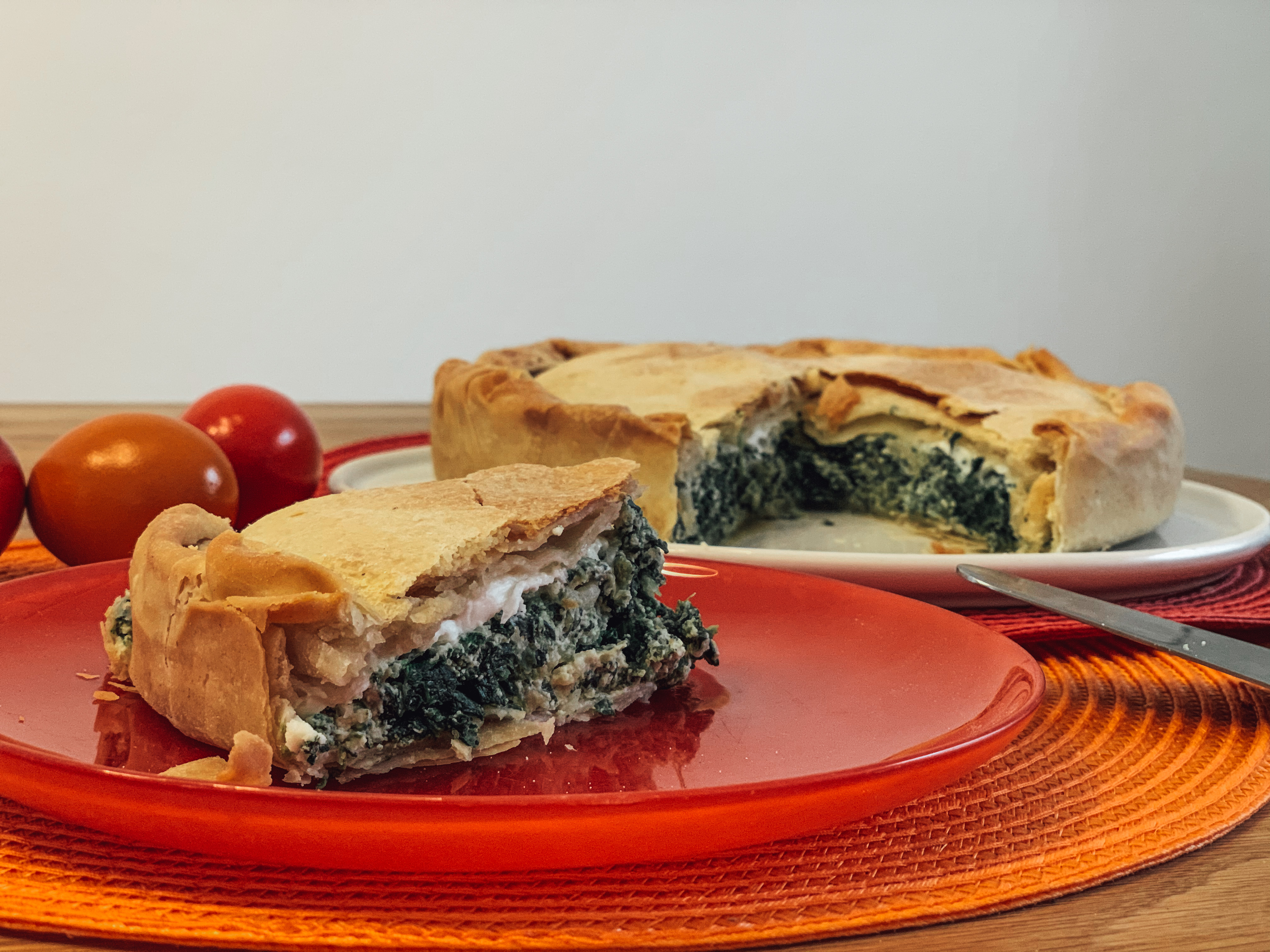
Torta Pasqualina (Ostertorte aus Ligurien)

Die Torta Pasqualina (auf Ligurisch torta pasqualinn-a, deutsch Ostertorte) ist eine ligurische Gemüsetorte, besonders typisch ist sie für die Region um Genua.

## Zubereitung
Der Teig besteht aus Wasser, Mehl und Olivenöl (ohne Hefe) und wird in mehrere dünne Schichten gearbeitet, die jeweils mit Olivenöl bestrichen werden. Mehrere Teigschichten befinden sich unten, darauf folgt eine Füllung aus den Gemüsen, die um Ostern zur Verfügung stehen: Mangold, Erbsen, Artischocken, frische Zwiebeln. Dazu Eier, Ricotta oder ligurischer Frischkäse sowie Majoran. In die Füllung werden mit einem Löffel mehrere Vertiefungen gemacht, in die Eier geschlagen werden (die während des Backens garen). Darauf folgen weitere Teigschichten.
Traditionell wurde die Torta Pasqualina mit bis zu 33 Teigschichten (entsprechend den Lebensjahren Jesu) zubereitet.
Die Torta Pasqualina ist in Genua seit dem 16. Jahrhundert dokumentiert. Ähnliche Rezepte gibt es auch in anderen Regionen Italiens – mit anderem Gemüse in der Füllung und teilweise auch in süßen Varianten.